# Bogø fyr
Der Leuchtturm Bogø fyr war ein dänisches Leuchtfeuer auf der Westseite der Insel Bogø. Er gehört zur Gemarkung Bogø By.

## Geschichte
1895 kaufte das dänische Marineministerium von Parzellist Ole Jacobsen ein Grundstück mit 400 m² und baute im selben Jahr darauf einen Leuchtturm. Am 6. November 1895 wurde der neue Leuchtturm auf Bogø zusammen mit anderen neuen Leuchttürmen in Grønsund in Betrieb genommen.
Laut einer Ankündigung der Admiralitätsabteilung des Marineministeriums wurden im Herbst 1895 in den Gewässern von Småland eine Reihe neuer Leuchttürme eingeschaltet, u. a. auf Bogø. Es hatte die folgenden Spezifikationen: Festfeuer, Winkelfeuer, Sektor Grün: NW 71°–NW 65°, 9 km Leuchtweite, Sektor Weiß: NW 65°–NW 62°, 14,5 km Leuchtweite, Sektor Rot: NW 62°–NW 58°, 11 km Leuchtweite. Flammenhöhe: 20 Fuß, Sichtweite: 9 km, Spiegelgerät 4. Ordnung – untergebracht in einem braunen Holzgebäude.
Im Finanzgesetz von 1912 war ein Zuschuss von 9000 Kronen für den Umbau der Leuchttürme von Ore, Bogø und Stubbekøbing mit Blaugas-Brennern vorgesehen. Nach der Erfindung des Blaugases war es möglich, die alten Petroleumbrenner, die größtenteils ein konstantes Licht zeigten, durch Gasglühlampenbrenner mit blinkendem Licht zu ersetzen. Dadurch wurde die Helligkeit und insgesamt die Sicherheit erheblich erhöht. 1918 wurde der Spiegelapparat durch einen Linsenapparat mit einer Lichtstärke von 2385 cd. ersetzt.
Das steinerne Leuchtturmgebäude wurde 1922 errichtet. 1935 wurde der hölzerne Überbau abgerissen und durch den heutigen oberen Teil aus Backstein ersetzt.
Das Leuchtfeuer wurde 1980 abgeschaltet, da das Signal in Richtung Pylon 10 am Brückenbauwerk der Farøbro zeigte. Dies führte zu Problemen während des Baus, da es regelmäßig zu Unfällen an der Brückenbaustelle kam. 1985 wurde der Leuchtturm durch die Leuchtfeuer auf der neu errichteten Farøbro ersetzt. Danach verfiel der Leuchtturm. 1985 verkaufte Farvandsdirektoratet den Leuchtturm an Bogø Møllelaug. Im Jahr 2012 übernahm der Verein Bogø Fyrs Venner den Leuchtturm und renovierte ihn bis 2014.

## Leuchtturmwärter
Die Arbeit als Leuchtturmwärter war fast eine lebenslange Position. Der erste Leuchtturmwärter war Carl Larsen, der seit 3. August 1892 auf dem Fyrskib No. XIV auf der Position Anholt Knob Dienst tat. Er übte sein Amt auf Bogø von 1895 bis 1936 aus. Sein Nachfolger wurde sein Sohn Nymand Peter Ludvig Larsen. Dessen Nachfolger wurde erneut der Sohn Børge Larsen, der 1965 Leuchtturmwärter wurde und bis zur Abschaltung verblieb.

## Heutige Verwendung
Der Leuchtturm bietet eine einfache Unterkunft mit zwei Schlafplätzen im ersten Stock, er ist Beobachtungspunkt in der Natur, insbesondere für Vogelliebhaber. 2014 wurde eine Feuerstelle mit Grillrost errichtet.
Eine Informationstafel erläutert Natur und Tierwelt der Gegend sowie die Geschichte des Ortes.